# Atherimorpha ornata
Atherimorpha ornata är en tvåvingeart som beskrevs av Akira Nagatomi 1990. Atherimorpha ornata ingår i släktet Atherimorpha och familjen snäppflugor. Inga underarter finns listade i Catalogue of Life.